# Charles-Jean-François Hénault

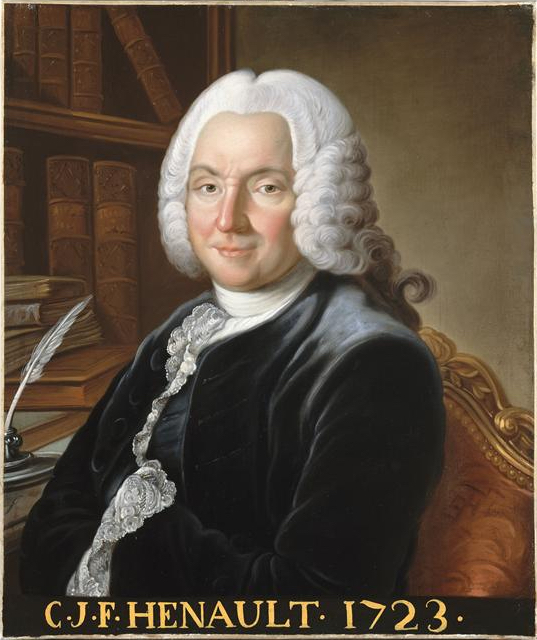
Gemälde des Gastgebers Charles-Jean-François Hénault in seiner Wohnung im N° 7 Hôtel du Président am Place Vendôme in Paris

Charles-Jean-François Hénault (* 8. Februar 1685 in Paris; † 24. November 1770 ebenda) war ein französischer Schriftsteller und Historiker.

## Leben und Wirken
Charles-Jean-Francois Hénault war der Sohn von Rene Jean Remy Cantobre Hénault (1648–1737), einem Generalfinanzpächter des Königs, Ferme générale, und seiner Frau Francoise de Ponthon († 1738). Er besuchte das Lycée Louis-le-Grand in Paris, bevor er am Collège des Quatre Nations Philosophie zu studieren begann. Zunächst durch die Predigten von Jean-Baptiste Massillon (1663–1742) fasziniert strebte er eine ähnliche berufliche Position an.
Auch dank des beträchtlichen Familienvermögens wurde er im Jahre 1705 Berater des Parlement de Paris sowie 1710 der Präsident der Ersten Kammer der Untersuchungen (président de la Première chambre des Enquêtes), eine Position, die er bis zum Jahre 1731 innehatte. Daher wurde er seither als „Präsident Hénault“ tituliert und nach dem Tod von Montesquieu einfach als „Präsident“. Im Jahre 1719 gelang es ihm mit der Hilfe seiner Freundin Madame de Tencin in der  Rue Quincampoix eine Finanzierungsgesellschaft, Financière Tencin-Hénault, zu gründen, die es ihm rasch ermöglichte, sein persönliches Vermögen zu vermehren.
Er führte ein aktives gesellschaftliches Leben; so besuchte er den Temple, das Ordensgebiet des Malteserordens im heutigen 3. Arrondissement. Besonders Großprior Jean Philippe François d’Orléans feierte dort ausschweifende Abende, die das libertäre Ansehen des Temple festigten. Hier schloss er mit Guillaume Amfrye de Chaulieu, Bernard le Bovier de Fontenelle und Voltaire Freundschaft.
Oft wurde er auch in Sceaux bei der Herzogin von Maine Louise Bénédicte de Bourbon gesehen, den sogenannten Grandes Nuits de Sceaux. In ihrem Schloss in Sceaux unterhielt sie einen kleinen Hof, auch La petite cour de Sceaux genannt. Im Juni des Jahres 1703 schuf sie den Ordre de la Mouche à Miel, eine Bezeichnung, welche sich an der Symbolik ihres Familienwappens orientierte und ein Anziehungspunkt für zahlreiche Schriftsteller und Künstler war. Oder er besuchte den Salon von Marquise de Lambert im Hôtel de Sully.
Er heiratete am Dienstag, den 30. Januar 1714 Catherine Henriette Marie Lebas von Montargis (1695–1728), Enkelin des Architekten Jules Hardouin-Mansart und Tochter von Claude le Bas de Montargis (1659–1731), einem wohlhabenden Schatzmeister, Trésorier Général de l’Extraordinaire des Guerres et de la Cavalerie Légère. Im Jahre 1728 verwitwet, begann er 1731 eine Beziehung mit Marie Madame du Deffand.
In seinem Haus in n° 7 Place Vendome in Paris begrüßte er jeden Samstag von siebzehn bis zwanzig Uhr seine Gäste zum Abendessen im Club de l’Entresol, welcher im Jahre 1724 von Pierre-Joseph Alary und Charles Irénée Castel de Saint-Pierre gegründet worden war und versammelte 20 Teilnehmer, die enthusiastisch über bestimmte Themen diskutierten. Zu den Stammgästen zählten René Louis d’Argenson, Montesquieu, der Abbé de Bragelonne, Henri Charles Arnauld de Pomponne (1669–1756), Marie Deffand, Madame de Luxemburg, Madame de Pont von Veyle, Claude Adrien Helvétius, Madame de Rochefort, Madame Bernin de Valentinay, Marquise d’Ussé, Madame de Pompadour, Madame de Forcalquier, der Chevalier de Ramsay (1686–1743) und mehrere Edelleute wie der Marschall Herzog von Coigny, Charles Auguste de Goyon de Matignon (1647–1739) und der Marquis de Lassay (1652–1738). Diese Zusammentreffen wurden im Jahre 1731 schließlich vom König verboten.

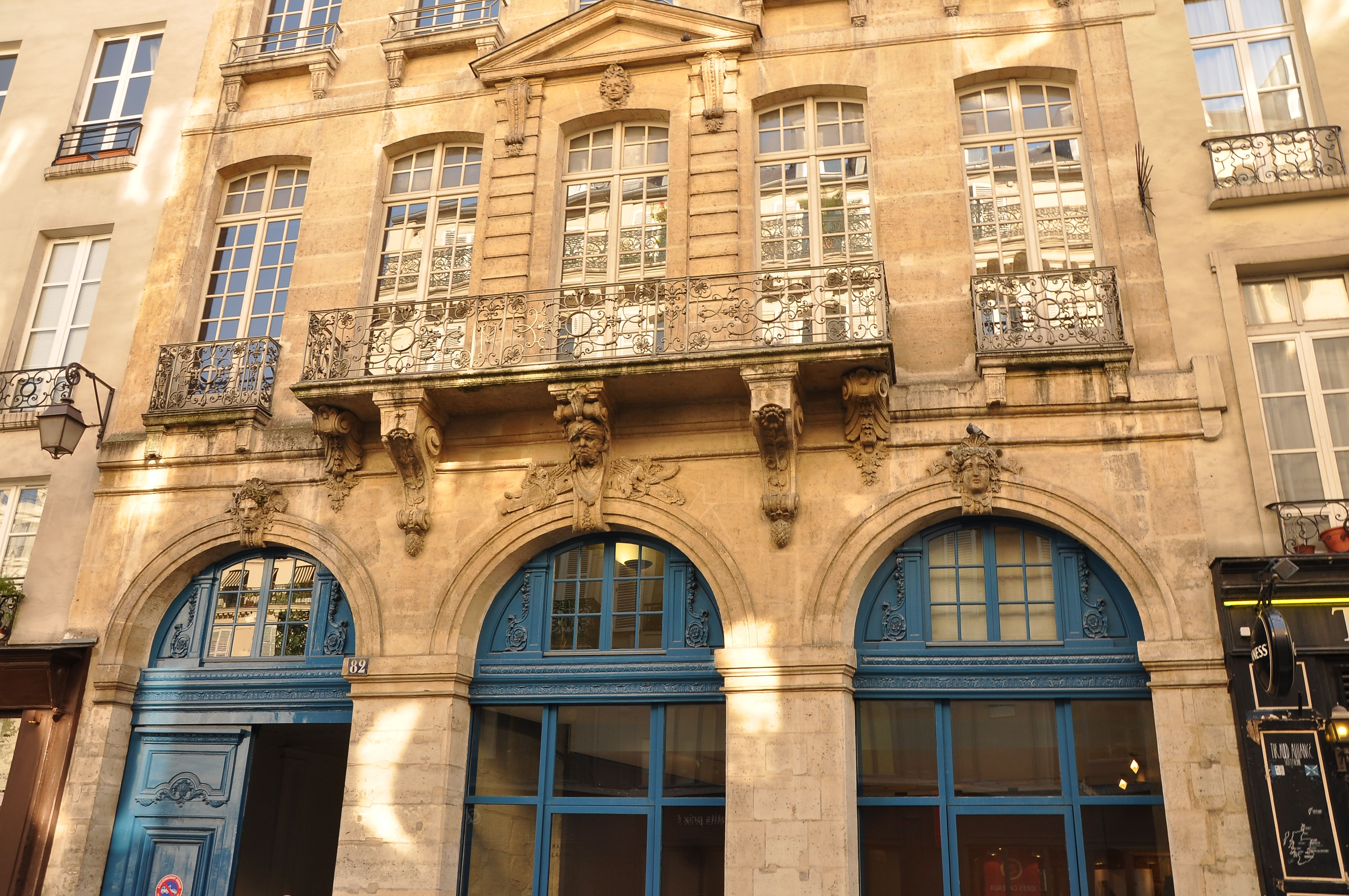
Eingangsbereich der N° 7 Place Vendôme (jetzt Hôtel du Président Hénault de Cantorbe)

Nach dem Tod des Grafen Samuel-Jacques Bernard (1686–1753) übernahm er im Jahre 1753 bis 1768 dessen Position als Superintendent des Haushalts der Königin Maria Leszczyńska (surintendant de la Maison de la Reine), deren innige Freundschaft er zuvor schon genossen hatte.
Er komponierte viele Lieder, zum Teil mit großem Erfolg, und Gedichte, und erhielt 1708 eine Auszeichnung von der Académie des Jeux floraux. Er gewann auch 1707 den Preis der Beredsamkeit (Le prix d’éloquence) der Académie française. Ferner verfasste er zwei Tragödien, Cornélie vestale und Marius à Cirthe (1713), die keinen Erfolg hatten. Er wurde im Jahre 1723 Mitglied der Académie française, zu einem Zeitpunkt, an dem er noch sehr wenig veröffentlicht hatte. Er zeigte sich hier als Schüler von Bernard Le Bouyer de Fontenelle, Freund von Voltaire und Gegner von D’Alembert. 1749 wurde er als auswärtiges Mitglied in die Preußische Akademie der Wissenschaften aufgenommen. 1755 wurde er zum Ehrenmitglied der Académie royale des inscriptions et belles-lettres gewählt.
Er veröffentlichte Werke über die Geschichte Frankreichs, etwa Abrégé chronologique de l’histoire de France jusqu’à la mort de Louis XIV (1744).

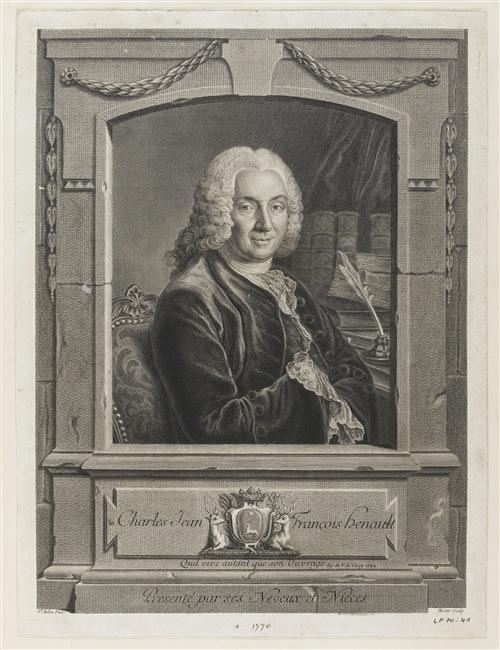
Charles-Jean-François Hénault (1685–1770), historischer Stich

## Werke (Auswahl)
- Cornélie vestale, tragédie, veröffentlicht im Jahre 1769 (online unter Gallica. Bibliothèque nationale de France)
- Marius à Cirthe, tragédie, représentée pour la première fois le 15 novembre 1715 (veröffentlicht im Jahre 1716 unter dem Namen Gilles de Caux de Montlebert)
- Abrégé chronologique de l’histoire de France jusqu’à la mort de Louis XIV, 1744
- Nouveau théâtre français : François II, roi de France, tragédie en 5 actes et en prose, 1747
- Le Réveil d’Épiménide, comédie en prose, 1755
- Le Temple des chimères,  1758
- Abrégé chronologique de l’histoire d’Espagne et du Portugal, mit Jacques Lacombe und Philippe Macquer, 1759
- Le Jaloux de lui-même,  1769
- La Petite Maison, (1769)
- Le Revenant, ou les Préparatifs inutiles, 1788
- Histoire critique de l’établissement des Français dans les Gaules, 1801
- Mémoires, 1854